# 徐寅洪
徐 寅洪（ソ・イノン、朝鮮語: 서인홍、1917年9月25日 - 2009年5月26日）は、大韓民国の実業家、政治家。第3代韓国国会議員。本貫は達城徐氏、号は鳳谷（ポンゴク、봉곡）。

## 経歴
日本統治時代の慶尚南道晋州郡（現・晋州市）出身。裕福な家庭の出身で、大阪高等学校、大阪帝国大学（現・大阪大学）工学部応用化学科卒。日本鋼管（現・JFEエンジニアリング）技師、米軍政庁慶尚南道商工二局勤務、釜山水産大学講師、朝鮮製油工場長・理事長、朝鮮化学工業創業者、南鮮化学工業社長、朝鮮汽船副社長、大韓石油公社理事、韓国化学工業会社社長、湖南精油理事・監事、韓日開発社長、第一船舶社長などを務めた。1954年の第3代総選挙では晋州市選挙区から無所属で当選したが、その後は自由党に入党した。
2009年5月26日、老衰により死去。享年93。